# Auguste Brindeau
Pour les articles homonymes, voir Brindeau.
Auguste Brindeau est un médecin gynécologue français né le 1er mai 1867 à Nantes et mort le 3 août 1955 à Paris.

## Biographie
Fils d'Auguste Marie Brindeau, capitaine au long cours, et de Victorine Jeanne Letourneau, il suit sa scolarité au lycée de Nantes. S'orientant vers la médecine, il devient interne des Hôpitaux de Nantes en 1888 puis externe des Hôpitaux de Paris en 1891 et interne des Hôpitaux de Paris de 1892 à 1896.
Accoucheur des Hôpitaux en 1899, il est agrégé d'accouchements à la Faculté de médecine de Paris en 1904 et professeur de clinique obstétricale en 1920.
Mobilisé pendant la Grande Guerre, il sert comme chirurgien inspecteur de la 11e région militaire.
Après la guerre, il prend le poste de professeur à l'École des sages-femmes qu'il fait transférer de hôpital Beaujon à l'hôpital de la Pitié. Il prend la suite du Dr Paul Bar comme titulaire de la chaire de clinique obstétricale à la Clinique Tarnier (1922-1937). Il est par ailleurs professeur d'échange avec le Belgique (Liège) et le Danemark.
Élu membre de la section de chirurgie de l'Académie de médecine le 12 juin 1934, il préside l'Académie pour l'année 1949. Il est également secrétaire général de la Société obstétricale de France et de l'Association des gynécologues et obstétriciens de langue française, président d'honneur de la Société de gynécologie et d'obstétrique de l'Ouest, président de l'Association parisienne des anciens élèves du lycée de Nantes (1923-1927), membre de l'Edinburgh Obstetrical Society, de la Société belge d'obstétrique et de gynécologie, de la Société italienne d'obstétrique et de gynécologie, membre honoraire étranger de l'Académie royale de médecine de Belgique et de l'Académie suisse des sciences médicales.

## Travaux

### Publications
- Le Professeur Paul Bar, 1853-1945 (1946)
- Professeur Jean Rhenter, 1882-1944 (1944)
- Les Opérations en obstétrique (1937)
- Alexandre Guéniot (1832-1935) (1935)
- Recherches sur les propriétés physiologiques du prolan (1934)
- Hématome du muscle grand droit de l'abdomen chez une femme enceinte (1934)
- Des Anémies au cours de la grossesse (1934)
- La Césarienne haute (1934)
- Recherches sur la syphilis placentaire (1934)
- Création d'un vagin artificiel à l'aide des membranes ovulaires d'un œuf à terme (1934)
- Contribution à l'étude quantitative des hormones pré-hypophysaires à action géni (1933)
- Un cas de tétanie gravidique (avec projection cinématographique) (1933)
- Considérations sur les vomissements graves de la femme enceinte (1933)
- Contribution à l'étude de l'emploi de la lapine dans le diagnostic biologique de la grossesse (1932)
- Nouveau-né atteint de syphilides pseudo-angiomateuses (1930)
- Anémie pernicieuse gravidique d'origine paludéenne (1930)
- La Myomectomie dans ses rapports avec la grossesse (1929)
- La Pratique de l'art des accouchements (1928)
- Guillaume Rossier, professeur... à l'Université de Lausanne (1928)
- Notes sur les applications hautes de forceps. A propos du (1927)
- Des Interventions chirurgicales pendant la grossesse (1926)
- Professeur E. Commandeur (1868-1926) (1926)
- De la césarienne transpéritonéale suprasynphysaire (1926)
- Histoire de la Mission morave à la côte des Mosquitos (Nicaragua), de 1849 à 1921 (1922)
- De la Tourniole des nouveau-nés (1900)
- Le Kyste congénital du rein au point de vue anatomo-pathologique (1899)
- Détroit moyen au point de vue obstétrical (1896)

## Distinctions
- Commandeur de la Légion d'honneur
- Officier de l'ordre de Léopold
- Commandeur de l'ordre du Dannebrog

## Hommages
- Rue Docteur-Brindeau, à Nantes

### Sources
- Index biographique des membres, des associés et des correspondants de l'Académie de médecine de 1820 à 1970, Académie nationale de médecine, 1972